# Lestodiplosis fraxinifolia
Lestodiplosis fraxinifolia är en tvåvingeart som beskrevs av Ephraim Porter Felt 1908. Lestodiplosis fraxinifolia ingår i släktet Lestodiplosis och familjen gallmyggor.
Artens utbredningsområde är New Jersey. Inga underarter finns listade i Catalogue of Life.